# Río Grande (Perú)
Río Grande es un río del Perú, uno de los cuatro que, de norte a sur, descienden en forma paralela y conforman la red hídrica del departamento de Ica. Estos son el río San Juan o Chincha, el río Pisco, el río Ica y el río Grande, todos pertenecientes a la vertiente del Pacífico.

## Hidrología
El sistema hidrográfico del río Grande se alimenta de la precipitaciones estacionales de la parte alta de la cuenca por lo que acarrean agua de manera intermitente entre los meses de enero y abril.
Origina 9 quebradas: Santa Cruz, Yanahuanca, Condorchaca, Pacoya, Palma, Vizcas (que recibe aportes del río Ocaña), Otaca y Nasca.
La cuenca del río Grande tiene una longitud de 153 km y un ancho de 98 me, ocupando 10,722 km² de los cuales 4,482 km² están situados por encima de la 2.500 m s. n. m. y corresponden a la cuenca húmeda.